# Maria de Gaza
Maria foi uma nobre bizantina da cidade de Gaza, na Palestina Prima, ativa no século VI durante o reinado do imperador Justiniano (r. 527–565). Era irmã do líder do clero de sua cidade (talvez o retórico Enéas). Sua atividade envolveu trabalhos de caridade, nos quais recebeu ajuda de seus filhos. Ela morreu na velhice, já avó, e a oração de seu funeral foi composta por Corício. Maria era mãe dos bispos Marciano e Anastácio e de outros dois homens, ambos de nome incerto, o primeiro o governador da Palestina Prima e o segundo um advogado. Também era mãe de quatro filhas, também de nome incerto, todas casadas.